# Tóti-hegy
A Tóti-hegy a Balaton-felvidéken elhelyezkedő Tapolcai-medence területén található számos tanúhegy egyike. A Gulács keleti szomszédságában terül el. Bazaltcsúcsa cukorsüveg alakú, harmadkori vörös homokkőre épült. 
A hegy magassága eléri a 347 métert, oldalát ritkás erdő borítja.
A hegy a Balaton-felvidéki Nemzeti Park területének része.

## Külső hivatkozások
- Balaton-felvidéki Nemzeti Park